# Butterfinger

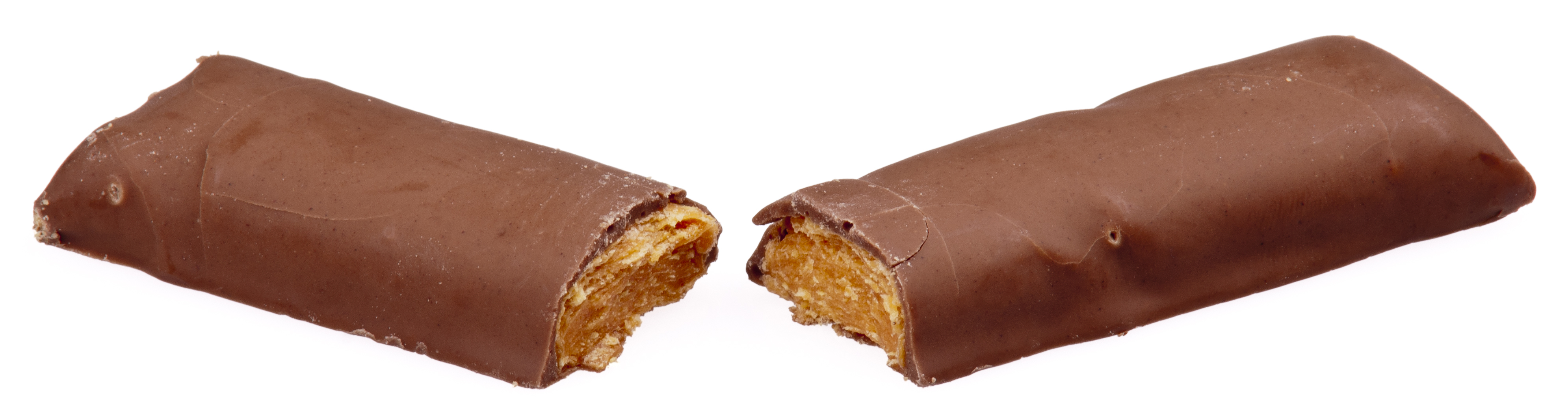
Butterfinger im Querschnitt

Butterfinger ist ein Markenname für einen Schokoriegel und einige ähnliche Lebensmittel der Ferrara Candy Company, eines Tochterunternehmens von Ferrero.
Erstmals wurde ein Riegel mit diesem Namen 1923 von der Curtiss Candy Company in den USA verkauft. Über Standard Brands und Nabisco gelangte die Marke 1990 zu Nestlé. Dort gilt er als eine der meistverkauften Süßwaren. Er besteht aus einer Erdnusskrokantdecke auf Erdnussbuttercreme mit einer Schokoladenhülle.
Die Zutaten sind Zucker, Glukosesirup, geröstete Erdnüsse, Pflanzenfett, Melasse, Corn Flakes, Sojalecithin, Kondensmilch, Aroma, Farbstoff Allurarot AC, Maisstärke und Zitronensäure.
Bei der Herstellung wird gentechnisch veränderter Mais verwendet. Dies führte zu Protesten von Verbraucherschützern und Greenpeace, die im Juli 1999 zur Einstellung des Direktverkaufs in Deutschland führten.
Am 1. April 2008 veröffentlichte Nestlé auf seinen Webseiten einen Aprilscherz, in dem die Änderung des Namens von Butterfinger auf Finger angekündigt wurde.
Unter der Marke Butterfinger werden weitere Lebensmittel hergestellt und verkauft, die eine ähnliche Zusammensetzung und einen ähnlichen Geschmack haben:
- Butterfinger BB’s
- Butterfinger Crisp
- Butterfinger Stixx
- Butterfinger ice cream bars
- Butterfinger ice cream nuggets
- Butterfinger Hot Chocolate

Im Januar 2018 vereinbarte Nestlé den Verkauf seines Süßwarengeschäfts in den USA, damit auch der Marke Butterfinger, an Ferrero.

## Werbung
Von 1988 bis 2007 wurden insgesamt 150 Werbespots mit der Figur Bart Simpson aus der Zeichentrickserie Die Simpsons in der Hauptrolle produziert.